# Wilhelm Wachsmuth
Wilhelm Gottfried Wachsmuth (Hildesheim, 28 dicembre 1784 – Lipsia, 23 gennaio 1866) è stato un filologo tedesco.
Dal 1803 al 1806 studiò filologia e teologia all'Università di Halle, e dopo la laurea lavorò come insegnante presso la scuola del monastero di Magdeburgo. Nel 1815 divenne professore associato di filologia a Halle. Fu professore ordinario di filologia classica all'Università di Kiel dal 1820 al 1826 e professore ordinario di storia della filosofia all'Università di Lipsia dal 1826 al 1865. In sette diverse occasioni fu decano della facoltà di filosofia di Lipsia e nel 1835/36 fu rettore universitario.

## Opere principali
- Hellenische Alterthumskunde aus dem Gesichtspunkte des Staates (4 volumi, 1826–30).
- Europäische Sittengeschichte (5 volumi 1831-39).
- The historical antiquities of the Greeks (2 volumi, 1837).
- Geschichte Frankreichs im Revolutionszeitalter (4 volumi, 1840–44).
- Weimars Musenhof in den Jahren 1772 bis 1807 (1844).
- Allgemeine Kulturgeschichte (3 volumi, 1850–52).
- Geschichte deutscher Nationalität, (3 volumi, 1860–62).